# Cleysingen
Cleysingen ist ein Ortsteil der Stadt Ellrich im Landkreis Nordhausen in Thüringen. Er liegt an der Zorge im Harzvorland, rund 3 km südöstlich der Stadt Ellrich.

## Geschichte
Der zunächst Cleisingen geschriebene Ort wurde 1209 erstmals urkundlich genannt.

## Verkehr
Die Landesstraße 1037 führt durch Cleysingen. Die Buslinie 241 verbindet den Ort im Schul- und Berufsverkehr mit Ellrich und Nordhausen. Die Bahnstrecke Northeim–Nordhausen verläuft am Ort vorbei, die beiden nächsten Haltepunkte befinden sich aber jeweils etwa 2,5 km entfernt in Ellrich (nordwestlich) und Woffleben (südöstlich).

## Personen

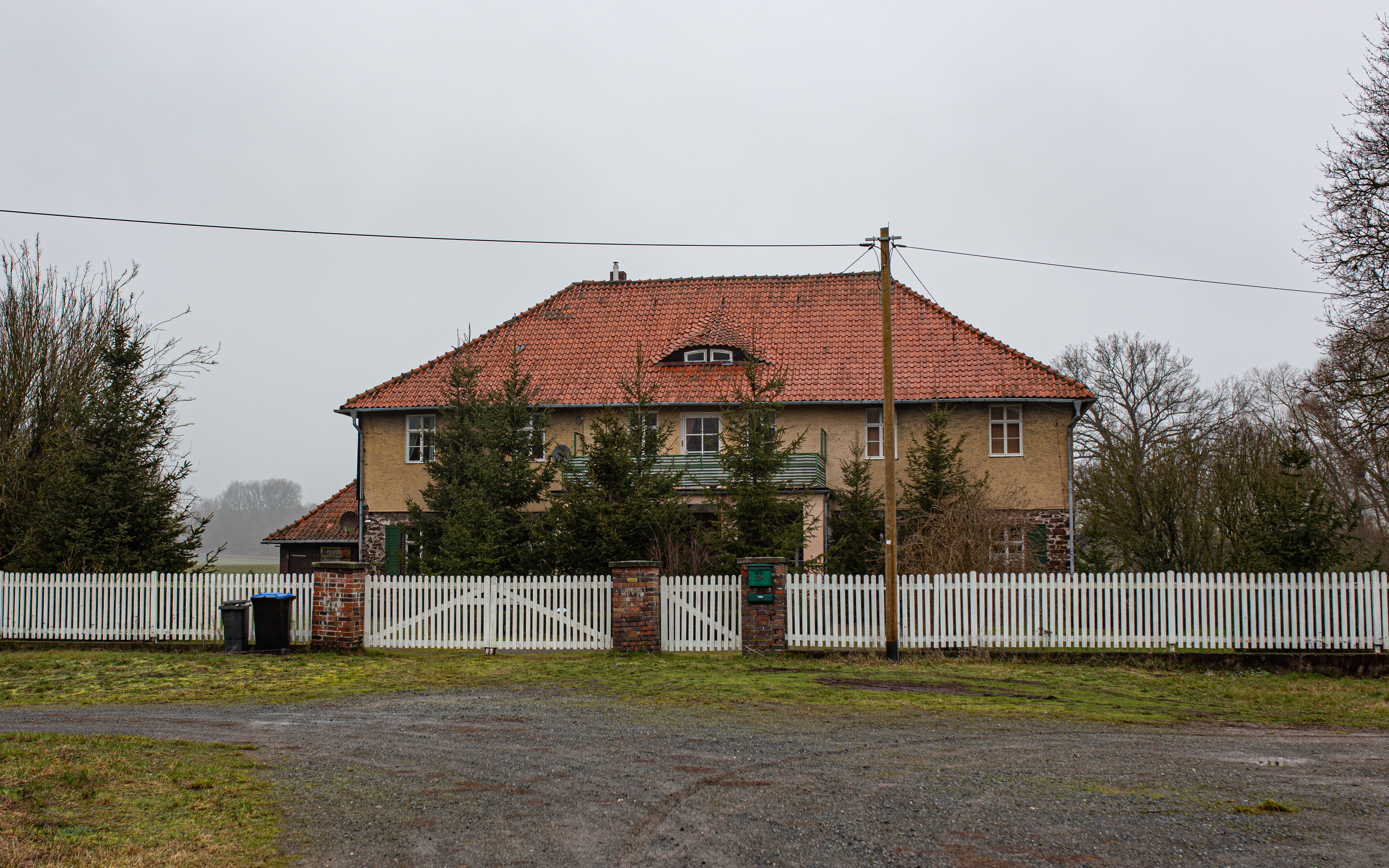
Neues Haus (Göckingk-Haus) bei Cleysingen

Von 1776 bis 1786 lebte der Dichter Leopold Friedrich Günther von Goeckingk in einem Landhaus (Neues Haus) etwa 400 Meter nördlich des Siedlungskerns.